# جون ماكلين (سياسي أمريكي)
جون ماكلين هو محامي وسياسي أمريكي، ولد في 4 فبراير 1791 في مقاطعة غيلفورد في الولايات المتحدة، وتوفي في 14 أكتوبر 1830 في شاونيتاون في الولايات المتحدة. نشط حزبياً في الحزب الديمقراطي.

## مناصب
- انتخب عضو مجلس نواب إلينوي ‏.
- انتخب عضو مجلس الشيوخ الأمريكي [الإنجليزية]‏ عن دائرة Illinois Class 2 senate seat ‏ خلال فترته النيابية [الإنجليزية]‏ (4 مارس 1829 – 14 أكتوبر 1830).
- انتخب عضو مجلس الشيوخ الأمريكي [الإنجليزية]‏ عن دائرة Illinois Class 3 senate seat ‏ خلال فترته النيابية [الإنجليزية]‏ (24 نوفمبر 1824 – 3 مارس 1825).
- انتخب عضو مجلس النواب الأمريكي [الإنجليزية]‏.